# 関桂三
関 桂三（せき けいぞう 1884年1月3日 - 1963年5月2日）は、昭和期の実業家。東洋紡績元会長。大阪商工会議所会頭、関西経済連合会会長を歴任。

## 来歴・人物
奈良県山辺郡出身。旧姓森田。旧制奈良県郡山中学校、第四高等学校を経て、1908年に東京帝国大学法科大学法律学科を卒業後、東洋紡の前身である大阪紡績入社。常務、専務、副社長をそれぞれ歴任し、1943年に退職。1950年に東洋紡へ復帰し、会長を務め、1957年より相談役を務めた。この間、経済団体の役員にも推され1943年から1946年まで大阪商工会議所会頭を務めた。同時に繊維統制会会長にも就く。1946年から1947年まで関西経済連合会初代会長を務め、1951年には再度第4代会長を務めるほか 、日本商工会議所会頭代理、大蔵省・商工省両顧問、朝日放送取締役、東京大学講師などをそれぞれ務めた。1946年から1950年まで公職追放 。1955年学位論文「日本綿業論」により母校東京大学より経済学博士号を授与された。
俳句を野村泊月、高浜虚子に師事。『ホトトギス』の同人となり野村とともに俳誌『桐の葉』を創刊・主宰した。句集『春日野』（1956年）がある。俳号は圭草。